# 陶俊民
陶俊民（英語：Kenneth To ，1981年1月4日—），香港新聞工作者，現為無綫新聞財經新聞主任，曾任有線新聞財經總編輯主任、主播主持及採訪記者。

## 簡介
陶俊民中學就讀於拔萃男書院，畢業於香港中文大學新聞及傳播學系

。陶俊民於大學二年級已加入無綫新聞當財經記者，2005年轉職有線財經資訊台擔任財經記者兼主播，2006年轉職now財經台，再於2007年年尾重返無綫新聞擔任高級財經記者，並兼任交易現場及香港早晨主播
。
2010年12月，陶俊民離開無綫新聞部，重返有線新聞財經組工作。
2017年5月，陶俊民離開有線新聞，重返無綫新聞工作，主理財經資訊台樓盤線的大小節目。
2018年12月30日，首次主持《2018財經大事回顧》，接替原來主持陳正犖。另外，加入拍檔劉雅文。
2021年10月，陶俊民離開無綫新聞財經部，重返有線新聞財經組工作。這也是他第3次在有線工作，現在在有線新聞部做財經總編輯，主要擔任財經節目編輯。
2023年6月27日，回歸無綫新聞部，主持《日日有樓睇》的之一。
2025年2月3日，接替離巢主持伍嘉文，重返《交易現場》主持的之一。

## 外部連結
- 銀行蛻變求存 （页面存档备份，存于）
- now寬頻電視記者/主播非官方網站-陶俊民[]